# À l'aventure
À l'aventure è un film del 2008 diretto da Jean-Claude Brisseau.